# Myer
Myer (stilizzato MYER) è un grande magazzino australiano di fascia media e alta. L'azienda vende un'ampia gamma di prodotti nei settori dell'abbigliamento femminile, maschile e per bambini, oltre a calzature e accessori, cosmetici e profumi, articoli per la casa, elettronica, domotica, arredamento, giocattoli, libri e cancelleria, prodotti alimentari e dolciumi, e articoli da viaggio.

## Storia

### Storia iniziale
Il gruppo di vendita al dettaglio Myer fu fondato da Sidney Myer, che emigrò dalla Bielorussia a Melbourne nel 1899, dopo il culmine della corsa all'oro di Victoria, con pochissimi soldi e scarsa conoscenza dell'inglese, per raggiungere il fratello maggiore, Elcon Myer (1875–1938), che aveva lasciato la Russia due anni prima. Aprirono il primo negozio Myer a Bendigo nel 1900. Dopo un buon successo iniziale, nel 1908 aprirono un secondo punto vendita, sempre a Bendigo.
Nel 1911, Sidney Myer acquistò l'attività di Wright and Neil, in Bourke Street, a Melbourne, vicino all'Ufficio Postale Generale, e un nuovo edificio fu completato e inaugurato nel 1914. Da questa base, Myer costruì la più grande catena di grandi magazzini dell’Australia, e l’unica con punti vendita in tutti gli stati australiani.

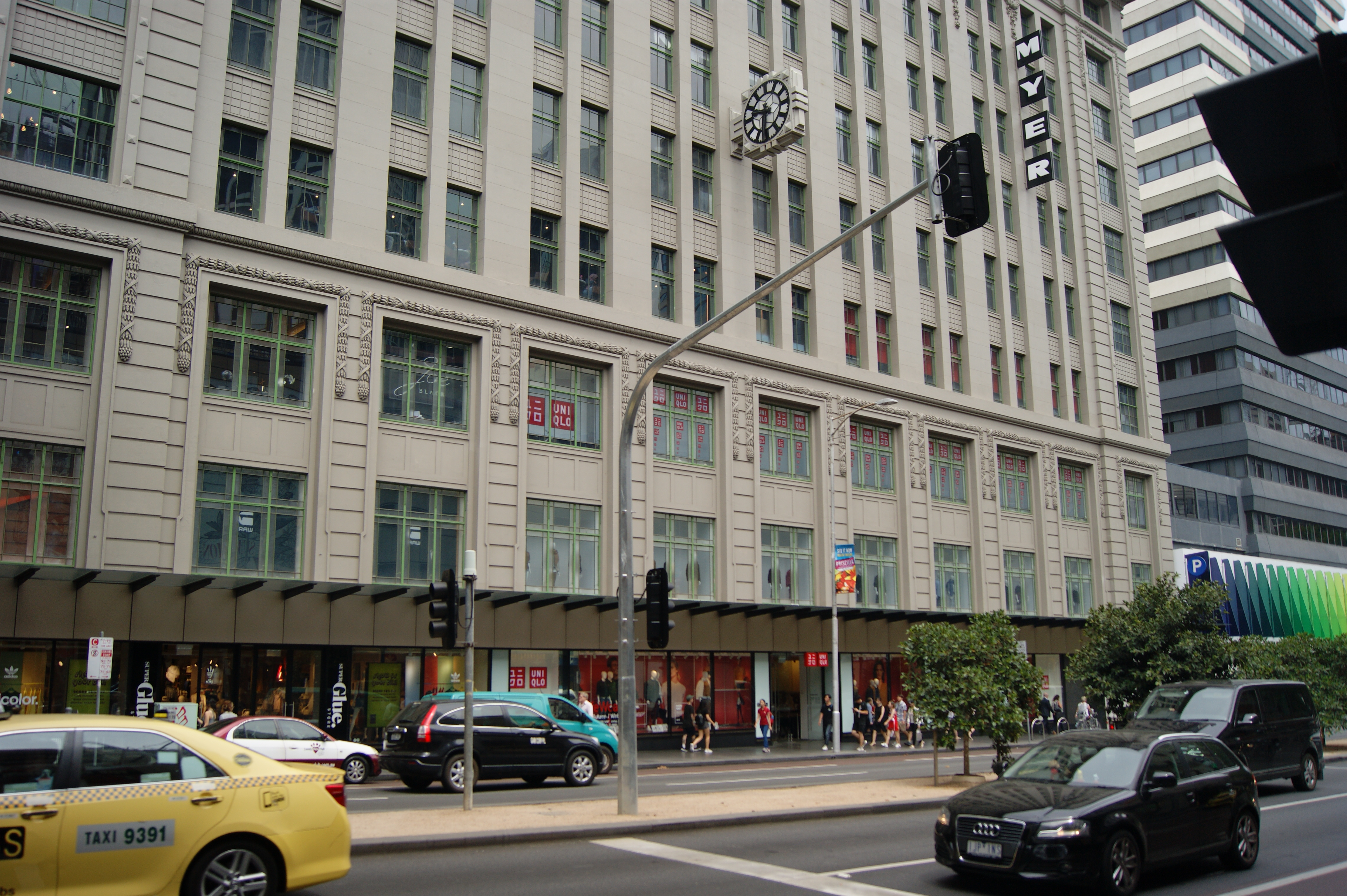
Myer Emporium in Lonsdale Street, nel centro direzionale di Melbourne.

Nel 1918, furono acquistati i lanifici Doveton a Ballarat, e nel 1921 fu aggiunto un nuovo edificio su Post Office Place, a Melbourne. Negli anni successivi, Myer acquistò diverse proprietà adiacenti, dando vita a un grande complesso conosciuto come il Myer Emporium. L'edificio originale del 1914 era stato progettato dagli architetti HW & FB Tompkins, che si occuparono anche delle successive estensioni per i successivi vent’anni. Negli anni '20, il negozio Myer si espanse fino a Lonsdale Street, e nel 1933 la facciata su Bourke Street fu ampliata e ricostruita.
Il Myer Emporium crebbe anche grazie all'acquisto di storiche attività commerciali come Robertson & Moffat e Stephens & Sons. Nel 1925, ad Adelaide, la società Myer SA Stores Ltd acquisì una quota di controllo dei grandi magazzini Marshall's, le cui azioni rimasero quotate alla Borsa di Adelaide fino a quando Myer Emporium Ltd lanciò un’offerta pubblica d’acquisto nel 1966.
Nel 1928, fu costruito un edificio separato in Queensberry Street, Melbourne, chiamato Carlton Despatch: Myer disponeva di una vasta flotta di camion che consegnavano prodotti nei sobborghi di Melbourne. I clienti chiamavano il reparto desiderato, l’ordine veniva poi spedito dal Carlton Despatch e consegnato direttamente a casa. Si pagava con la Myer Card, che addebitava l’importo sul conto mensile del cliente.
Le attività commerciali in Collins Street di T. Webb and Sons (importatori di porcellane) e W. H. Rocke and Company (arredamento per la casa) furono acquistate e trasferite nell’edificio di Bourke Street. Entro il 1934, la società per azioni aveva un capitale versato di quasi 2,5 milioni di sterline.
Alla morte di Sidney Myer nel 1934, la direzione dell'azienda passò brevemente a Lee Neil, che morì pochi mesi dopo, e quindi a Elcon Myer. Alla morte di quest’ultimo nel 1938, la guida passò al nipote Norman Myer, che guidò l’azienda fino alla sua morte nel 1956.
Myer crebbe sia sviluppando propri negozi (diventando anche uno dei maggiori proprietari e sviluppatori immobiliari in Australia), sia acquisendo altri grandi magazzini, tra cui:
- Marshall's e Bell's (Victor Harbor, Mount Barker, Murray Bridge, Strathalbyn e Tailem Bend) in Australia Meridionale;
- Boans nel 1984 in Australia Occidentale;
- Barry & Roberts e McWhirters (Fortitude Valley, Brisbane) nel 1955 e Allan & Stark nel 1959 nel Queensland;
- Paterson Powell Pty Ltd (Ballarat, 1953), Bilson’s (Colac), e Shilliday’s (Mildura) in Victoria
- Western Stores, McLean’s Central Stores (Lismore), Morley’s (Tweed Heads), Farmers & Co (1961), Mortimer’s (Gosford, 1968), P.G. Smith & Regans (Tamworth, 1953), e Grace Bros (1983) nel Nuovo Galles del Sud

### Target e Grace Bros
Nel 1968, Myer acquisì i negozi Lindsay's a Geelong, ribattezzando l’attività con il nome Target, posizionandola come una catena di grandi magazzini a basso costo.
Il nucleo principale dell’azienda continuò ad espandersi con l’acquisizione di rivenditori di alcolici (come San Remo e Crittendens) e di catene di fast food (tra cui Red Rooster).
Nel 1983, la catena Grace Bros acquistò Myer nel Nuovo Galles del Sud e, nel luglio dello stesso anno, fu Myer ad acquisire la Grace Bros Holdings Ltd. Il negozio Myer situato tra Market e Pitt Streets a Sydney divenne il principale punto vendita della catena Grace Bros.
Nel 1984, Myer acquistò Boans, la principale catena di grandi magazzini dell’Australia Occidentale, e avviò un'importante riqualificazione del suo negozio nel centro di Perth.

### Fusione con GJ Coles
Nel 1985, il Myer Emporium (e Target, la sua catena di grandi magazzini a basso costo) si fuse con GJ Coles & Coy, formando la Coles Myer, che divenne il più grande rivenditore al dettaglio in Australia dell’epoca. Myer rimase un'entità distinta all’interno della nuova struttura societaria fino alla sua vendita nel 2006.
Nel 2000, il CEO di Coles Myer, Dennis Eck, a fronte di un calo delle vendite e dei profitti nei negozi Myer e Grace Bros, tentò di riposizionare i grandi magazzini verso il basso, riducendo i livelli di servizio, aumentando il volume delle scorte esposte sul pavimento di vendita e introducendo prodotti mirati a un pubblico più giovane. Tuttavia, questa strategia finì per replicare l'approccio di un'altra catena del gruppo Coles Myer, Target, con conseguenti riduzioni delle visite dei clienti e diminuzione delle unità vendute per transazione. Nel 2001, Coles Myer avviò un riposizionamento del marchio per riconquistare la clientela persa durante l’esperimento.
Nel 2003, una delle decisioni chiave della nuova direttrice generale, Dawn Robertson, fu quella di classificare ogni negozio Myer Grace Bros utilizzando un sistema a griglia, che faceva riferimento allo status socio-economico dell’area, al fatturato e al potenziale di crescita. I negozi più grandi, situati nei centri urbani, venivano collocati nella parte alta della griglia, mentre quelli più piccoli e regionali nella parte bassa. Questo sistema influiva sull’assortimento dei prodotti, evitando di vendere lo stesso tipo di merce nel centro di Melbourne e nelle zone rurali del Queensland.
Il 13 febbraio 2004, tutti i negozi Grace Bros furono rinominati con il marchio Myer.

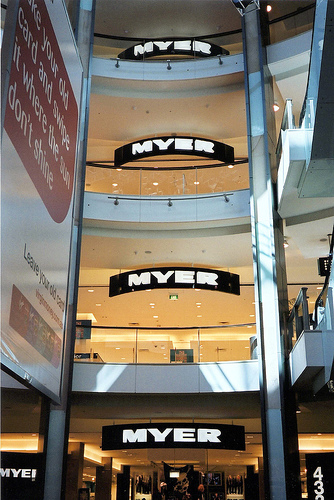
Myer Bondi, precedentemente conosciuto come Grace Bros Bondi, al'linterno del Westfield Bondi Junction.

Nell’aprile 2004, Myer riaprì il suo negozio a Bondi Junction, che sostituiva un precedente punto vendita Grace Bros, chiuso nell’aprile 2002 per far posto alla riqualificazione del centro commerciale Westfield Bondi Junction. Fu il primo nuovo negozio Myer aperto da diversi anni e presentava nuove caratteristiche come pavimenti in piastrelle bianche lucide, largo uso di vetro e maggiore impiego di manichini.
Sotto la guida della direttrice Dawn Robertson, Myer cominciò a concentrare l’attenzione sul mercato di Sydney, con l’obiettivo di sfidare più direttamente il suo principale concorrente, David Jones, soprattutto nel settore della moda femminile. Nel febbraio 2004, Myer organizzò una sfilata di moda a Sydney il giorno prima di quella di David Jones. Il 9 agosto 2004, Myer mise in scena una sfilata all’aperto in Martin Place, che attirò molta attenzione mediatica, e ancora una volta fu tenuta il giorno prima dell’evento di David Jones.

### Disinvestimento da parte di Coles Myer
Il 17 agosto 2005, Coles Myer annunciò che, entro 12 mesi, avrebbe preso una decisione se scorporare, vendere o mantenere il marchio Myer. Furono presentate tredici manifestazioni di interesse per l'acquisto totale o parziale dell'azienda.
Il 13 marzo 2006, Coles Myer annunciò che avrebbe venduto Myer a un consorzio controllato dal gruppo statunitense di private equity Newbridge Capital. Il consorzio includeva anche membri della famiglia Myer, che detenevano una quota del 5%. I nuovi proprietari, che ottennero anche la proprietà dell’immobile del negozio principale di Bourke Street, dichiararono che non avrebbero apportato cambiamenti radicali all’attività, almeno nel breve termine, e non avevano piani per riqualificare l’area di Bourke Street, in quanto ciò avrebbe inciso troppo sulla redditività durante il periodo dei lavori.
Texas Pacific Group, parte del consorzio, possedeva anche partecipazioni nei grandi magazzini britannici Debenhams e nel rivenditore statunitense di fascia alta Neiman Marcus. La vendita di Myer fu completata il 2 giugno 2006, per un valore di 1,4 miliardi di dollari australiani.

### Proprietà privata
Dopo essere stata dismessa da Coles Myer, i nuovi proprietari Newbridge Capital e la famiglia Myer nominarono Bill Wavish come presidente e Bernie Brookes come amministratore delegato, entrambi provenienti da Woolworths. Rupert Myer entrò nel consiglio di amministrazione come rappresentante della famiglia. La sede centrale di Myer fu trasferita dall’headquarter di Coles Myer a Hawthorn East, di nuovo a Lonsdale House, presso il negozio di Lonsdale Street, nel centro di Melbourne.
A partire da luglio 2006, Myer lanciò la campagna promozionale "History Making Clearance" per smaltire le scorte in eccesso ritenute non redditizie o impopolari. L'inventario fu ridotto da 1,5 miliardi a 750 milioni di dollari, e tutti i magazzini specifici dei negozi furono chiusi.
Jennifer Hawkins, ex Miss Universo, iniziò a comparire nelle campagne pubblicitarie di Myer nel 2006 e, nel gennaio 2007, firmò un contratto da 4 milioni di dollari per essere il volto ufficiale di Myer per quattro anni.
Il 1º febbraio 2007, Myer si ritirò dal programma fedeltà flybuys, in parte di proprietà del Coles Group.
Nel marzo 2007, Myer annunciò un utile semestrale prima di interessi e imposte di 123 milioni di dollari, in aumento dell’84% rispetto all’anno precedente. Ciò rappresentava un margine di profitto del 6,8%, rispetto al 3,9% dello stesso periodo dell’anno precedente. Secondo il presidente Bill Wavish, tutti i negozi Myer erano ora redditizi, e tutti risultavano più redditizi dell’anno precedente. In questo periodo, Myer acquisì quattro negozi Harris Scarfe (incluso uno che aveva ceduto a Harris Scarfe nel 1998) e acquisì anche una partecipazione di minoranza nell'azienda.
Nel aprile 2007, fu implementato il sistema Mymerch, sviluppato con IBM e Oracle, con un costo di 99 milioni di dollari. Tra le sue funzioni, Mymerch aumentava la capacità di analisi statistica delle abitudini dei clienti, consentendo una migliore previsione delle tendenze di vendita e una promozione più mirata dei prodotti.

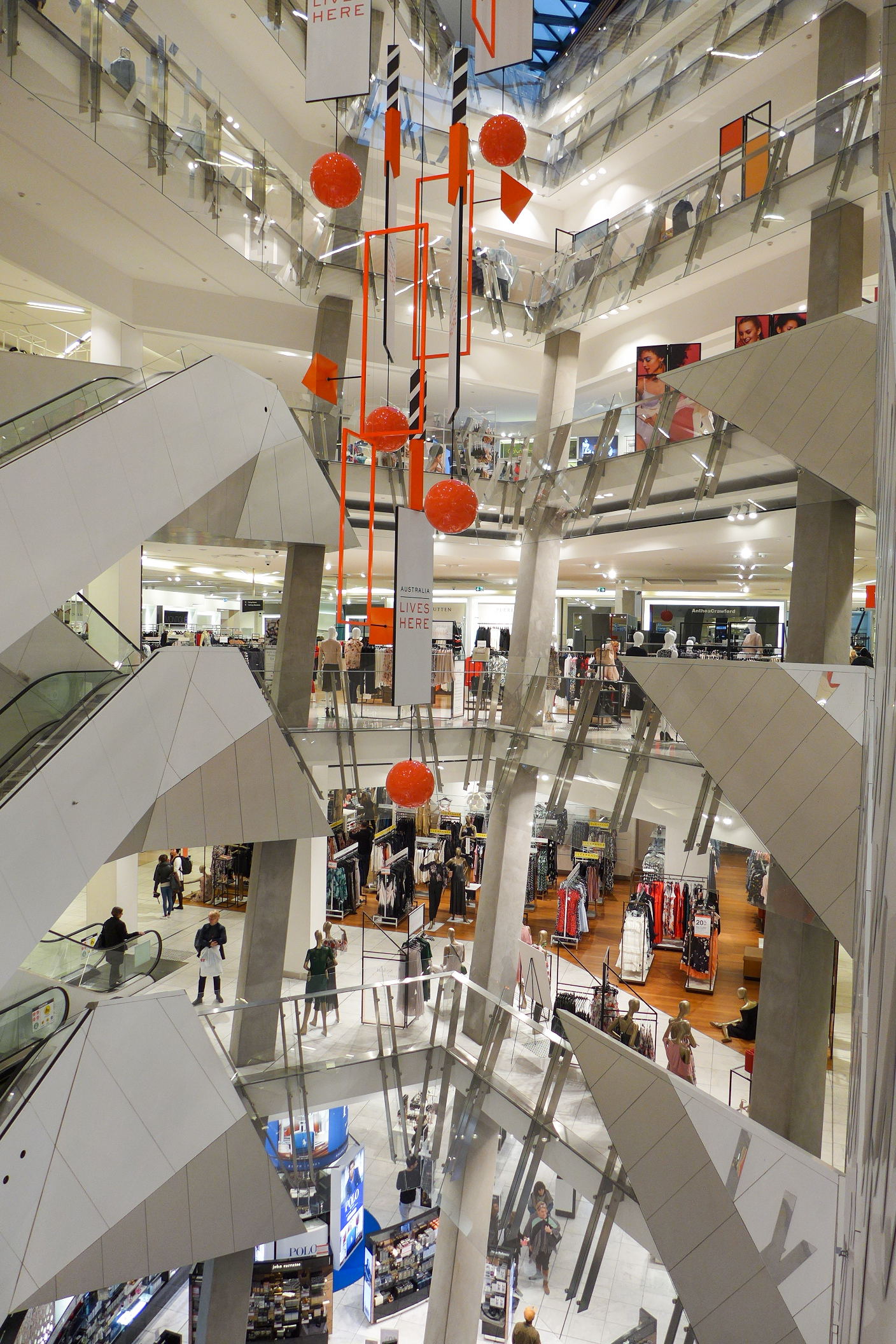
Flagship store di Myer nel centro di Melbourne.

Tuttavia, il ritorno alla redditività fu offuscato ad aprile 2007 da una serie di dimissioni di dirigenti chiave: Bob Boutin (direttore abbigliamento), Mark Bingemann (manager moda donna) e Jasmine Bingemann (manager calzature e accessori) lasciarono l’azienda in breve tempo. Questo avvenne dopo malumori interni sulla direzione del settore moda, segnalati anche dal passaggio di stilisti come Alex Perry e Tigerlily alla concorrente David Jones.
Nel giugno 2007, un consorzio formato dalla famiglia Myer, Colonial First State e GIC Real Estate (Singapore), annunciò l’acquisto del negozio Myer nel CBD di Melbourne. La parte del negozio su Bourke Street doveva essere riqualificata entro il 2009, con Myer che avrebbe mantenuto un contratto di locazione di 60 anni, ma i lavori furono completati solo nel marzo 2011. La parte del negozio su Lonsdale Street fu chiusa nel 2009.

### Quotazione in borsa
Nel settembre 2009, dopo voci circolate il mese precedente, Myer annunciò la propria quotazione in borsa, con un prezzo indicativo delle azioni compreso tra $3,90 e $4,90, con una capitalizzazione di mercato stimata tra 2,3 e 2,8 miliardi di dollari australiani. Il prezzo finale di collocamento fu di $4,10, ma nell’agosto 2011 il valore delle azioni era già sceso a $2,09.
Nel 2010, fu inaugurato il negozio riqualificato di Bourke Street Mall, che divenne il nuovo flagship store (negozio di punta) dell’azienda. La sede centrale fu trasferita in una nuova struttura ai Docklands, mentre lo storico negozio di Lonsdale Street fu chiuso ufficialmente.
All’inizio del 2011, Myer acquistò il 65% del marchio australiano di moda femminile Sass & Bide per 42,25 milioni di dollari australiani. Nell’ottobre 2013, Myer acquistò il restante 35% della società per 30 milioni di dollari.
Nel gennaio 2014, fu rivelato da Fairfax Media che Myer aveva presentato un'offerta per acquisire e fondersi con il concorrente David Jones. La proposta prevedeva il mantenimento separato dei marchi al pubblico, ma l’unificazione delle operazioni amministrative e della catena di approvvigionamento, con un risparmio stimato di 5 miliardi di dollari all’anno. La proposta non vincolante da 3 miliardi di dollari fu presentata al consiglio di amministrazione di David Jones nell’ottobre 2013, ma fu respinta a novembre. A febbraio 2014, Myer fece una seconda proposta, stavolta per acquistare David Jones al valore di mercato stimato di 1,7 miliardi di dollari, ma prima che David Jones potesse rispondere, il gruppo sudafricano Woolworths fece una controfferta, proponendo $4 per azione. In risposta all'accordo con Woolworths, Myer ritirò la sua proposta a David Jones. Il CEO di lunga data di Myer, Bernie Brookes, la cui strategia era quella di riorganizzare l'azienda e sviluppare strategie di efficienza, annunciò le sue dimissioni nel marzo 2015.
Nel settembre 2015, come risultato della revisione strategica del 2015, fu annunciato un aumento di capitale di 221 milioni di dollari. Tuttavia, la diluizione del valore delle azioni e la scarsa fiducia nel piano strategico portarono il titolo a scendere a $0,91.
Nel aprile 2017, Myer acquisì due marchi di moda—Marcs e David Lawrence— dopo che questi erano stati posti in amministrazione controllata.
Il 27 marzo 2020, Myer annunciò la chiusura temporanea di tutti i negozi a partire dal 29 marzo 2020, per una durata iniziale prevista di quattro settimane, con la sospensione di oltre 10.000 dipendenti, a causa della pandemia di COVID-19. Myer continuò però a operare online, offrendo consegne senza contatto e ritiro in negozio (click & collect) in alcune sedi. L'azienda annunciò l’intenzione di riaprire tutti i negozi entro il 30 maggio 2020.
Nel tardo ottobre 2024, Myer annunciò di aver raggiunto un accordo per acquisire la divisione Apparel Brands di Premier Investments, che include i marchi di moda Just Jeans, Jay Jays, Jacqui E, Portmans e Dotti. Come parte dell'accordo, Myer emetterà nuove azioni del valore di $863,78 milioni a Premier Investments, mentre quest’ultima contribuirà con $82 milioni in contanti all’operazione. L'imprenditore Solomon Lew entrerà nel consiglio di amministrazione di Myer come direttore non esecutivo. L'accordo è soggetto all'approvazione degli azionisti di entrambe le società.